# Міссанелло
Міссанелло (італ. Missanello) — муніципалітет в Італії, у регіоні Базиліката, провінція Потенца.
Міссанелло розташоване на відстані близько 360 км на південний схід від Рима, 50 км на південний схід від Потенци.
Населення — 573 особи (2014).
Щорічний фестиваль відбувається 17 листопада. Покровитель — s.laviero martire.

## Демографія
Населення за роками:

Станом на 1 січня 2023 року в муніципалітеті офіційно проживав 31 іноземець з 13 країн, серед них 4 громадяни країн Євросоюзу.

## Сусідні муніципалітети
- Аліано
- Галліккьо
- Горгольйоне
- Гуардія-Пертікара
- Рокканова